# محمد الربيعي (لاعب كرة قدم قطري)
محمد سالم الربيعي (مواليد 29 أبريل 1990، لاعب كرة قدم قطري يجيد اللعب في مركز الدفاع مع نادي مسيمير.

## مسيرة اللاعب
لعب في نادي قطر ونادي مسيمير.

## روابط خارجية
- محمد الربيعي على موقع Soccerway.com (الإنجليزية)
- محمد الربيعي على موقع كووورة